# Віндем (округ, Вермонт)
Шаблон:StateAbbr_ 42°59′55″ пн. ш. 72°40′07″ зх. д. / 42.998611111111° пн. ш. 72.668611111111° зх. д.
Округ  Віндем (англ. Windham County) — округ (графство) у штаті  Вермонт, США. Ідентифікатор округу 50025.

## Історія
Округ утворений 1781 року.

## Демографія
За даними перепису 2000 року загальне населення округу становило 44216 осіб, зокрема міського населення було 12504, а сільського — 31712. Серед мешканців округу чоловіків було 21546, а жінок — 22670. В окрузі було 18375 домогосподарств, 11456 родин, які мешкали в 27039 будинках. Середній розмір родини становив 2,91.
Віковий розподіл населення поданий у таблиці:
| Стать    | До 15 років | 15-21 | 22-29 | 30-39 | 40-49 | 50-65 | 65-85 | Понад 85 |
| -------- | ----------- | ----- | ----- | ----- | ----- | ----- | ----- | -------- |
| Чоловіки | 4375        | 2061  | 1673  | 2964  | 3829  | 4043  | 2364  | 237      |
| Жінки    | 4043        | 1926  | 1703  | 3342  | 4071  | 4013  | 2935  | 637      |

## Суміжні округи
- Віндзор — північ
- Салліван, Нью-Гемпшир — північний схід
- Чешир, Нью-Гемпшир — схід
- Франклін, Массачусетс — південь
- Беннінґтон — захід

## Виноски
1. ↑  U.S. Decennial Census. United States Census Bureau. Архів оригіналу за 4 квітня 2018. Процитовано 29 червня 2015.
2. ↑  Historical Census Browser. University of Virginia Library. Архів оригіналу за 11 серпня 2012. Процитовано 29 червня 2015.
3. ↑  Forstall, Richard L., ред. (27 березня 1995). Population of Counties by Decennial Census: 1900 to 1990. United States Census Bureau. Архів оригіналу за 24 вересня 2015. Процитовано 29 червня 2015.
4. ↑  Census 2000 PHC-T-4. Ranking Tables for Counties: 1990 and 2000 (PDF). United States Census Bureau. 2 квітня 2001. Архів оригіналу (PDF) за 18 грудня 2014. Процитовано 29 червня 2015.
5. ↑  State & County QuickFacts. United States Census Bureau. Архів оригіналу за 22 липня 2011. Процитовано 30 грудня 2013.(англ.) Наведено за англійською вікіпедією.
6. ↑  American FactFinder. Бюро перепису населення США. Архів оригіналу за 26 лютого 2012. Процитовано 31 січня 2008.

| США | Це незавершена стаття з географії США. Ви можете допомогти проєкту, виправивши або дописавши її. |